# Route européenne 762
Pour les articles homonymes, voir Route 762.
La route européenne 762 est une route reliant Sarajevo, en Bosnie-Herzégovine, à Tirana, en Albanie.
Elle emprunte le trajet suivant : Sarajevo – Nikšić - Podgorica – Tuzi - Shkodër - Tirana.